# Kameňany
Kameňany (allemand : Stein, Köwe,  hongrois : Kövi) est un village de Slovaquie situé dans la région de Banská Bystrica.

## Histoire
La première mention écrite du village date de 1243.

## Démographie

### Évolution de la population
| Année:               | 1994. | 2004.    | 2014.    | 2024.   |
| -------------------- | ----- | -------- | -------- | ------- |
| Nombre de personnes: | 638   | 706      | 826      | 851     |
| Différence:          |       | +10,65 % | +16,99 % | +3,02 % |

| Année:               | 2023. | 2024.   |
| -------------------- | ----- | ------- |
| Nombre de personnes: | 843   | 851     |
| Différence:          |       | +0,94 % |